# Нарышкин, Иван Кириллович
Ива́н Кири́ллович Нары́шкин (1658 — 17 (27) мая 1682) — боярин, младший брат русской царицы Натальи Кирилловны.

## Биография
Иван Нарышкин родился в 1658 году в семье Кирилла Полиектовича Нарышкина; имени его в разрядных записях не встречается до 1 сентября 1674 года, когда он является уже стольником и «ближним человеком». Женили его очень рано: уже 1 октября 1674 года жена его, Прасковья Алексеевна (урожденная княжна Лыкова) обедала у царицы Натальи Кирилловны в Золотой Царицыной палате.
После кончины царя Алексея Михайловича и вступления на престол Фёдора Алексеевича род Нарышкиных потерял былое значение, и первенствующее место при дворе заняли Милославские, родственники молодого царя по матери, царице Марье Ильинишне. Вскоре лекарь Давыд Берлов донес на Ивана Кирилловича, будто бы последний подговаривал своего «держальника Ивана Орла» убить царя. Вследствие этого доноса Иван Кириллович Нарышкин, по решению Боярской думы был приговорён к мученической смерти, но по указу царя, казнь отменили и он был сослан в город Рязань, где повелено было ему «быть за пристава». Неизвестно, когда именно Иван Кириллович возвращен из ссылки, но в день похорон царя Фёдора Алексеевича он уже был в Москве.
7 мая 1682 года, после расправы со стрелецкими полковниками, был торжественный выход царя Петра Алексеевича в кремлёвские Соборы, а затем розданы разные награды родственникам и сторонникам Нарышкиных, Иван Кириллович был пожалован боярином и оружничим, и это возбудило зависть и недовольство среди бояр. Неделю спустя, 15 мая, Милославский и Толстой проскакали по стрелецким слободам и звали стрельцов в Кремль на службу, крича, что Нарышкины задушили царевича Иоанна Алексеевича. Стрельцы ударили в набат, забили в барабаны и двинулись ко дворцу с знаменами и пушками. Когда царица, вместе с патриархом и боярами, вывела Петра и Иоанна Алексеевичей на Красное крыльцо, толпа стихла.
Недруги Нарышкиных поняли, что если пропустить эту решительную минуту, то стрельцы увидят обман, и тогда им несдобровать. Стали кричать, что Иван Нарышкин примеривал корону и разные царские украшения; что хотя царевич Иоанн жив, но ему грозит опасность. Стрельцы рассвирепели. Они убили Матвеева, князя Долгорукого и стольника Ф. П. Салтыкова, которого приняли за одного из Нарышкиных. Не миновал той же участи и брат царицы Афанасий Кириллович, спрятавшийся в сенной церкви Воскресения под престолом и выданный карликом.
На следующее утро стрельцы снова явились с требованием выдачи Ивана Кирилловича. В этот день Иван Кириллович со своим отцом, с младшими своими братьями и с сыном Матвеева укрывались сначала в комнатах маленькой царевны Натальи Алексеевны, а затем в дальних покоях царицы Марфы Матвеевны, вдовы Фёдора Алексеевича. 17 мая стрельцы стали грозить, что если Иван Кириллович не будет им выдан, то они перебьют всех бояр. У царицы Наталии Кирилловны не было опоры, не было советника. Бояре растерялись и смотрели на выдачу Ивана Кирилловича стрельцам, как на выкуп собственной жизни. Пришлось покориться. Иван Кириллович был отведен в церковь Спаса за Золотой решеткой; там он исповедовался, приобщился Св. Таин и соборовался. Иван Кириллович мужественно приготовился к мученической кончине. Иван Нарышкин сказал царевне:
«Смерти я не боюсь, желаю только, чтобы моей невинной кровью прекратилось кровопролитие».
Когда он вышел из церкви, стрельцы накинулись на него с криками и бранью и повели пытать в застенки Константино-Еленинской башни как государственного изменника, посягавшего на жизнь Иоанна Алексеевича. Иван Кириллович вынес все пытки.
17 (27) мая 1682 года его вытащили из застенка на Красную площадь и разрубили на части. Три дня спустя куски плоти Ивана Кирилловича Нарышкина были собраны на Лобном месте и отданы царице Наталье Кирилловне, которая похоронила их в Высоко-Петровском монастыре.
После него пытали и убили доктора фон Гадена, придворного врача царя Фёдора Алексеевича. Это были последние убийства. Стрельцы как будто исполнили свой долг и отправились с Красной площади в Московский кремль ко дворцу с выражениями преданности царскому семейству. Однако, в конечном итоге, для многих зачинщиков бунта все закончилось весьма плачевно.

### Кинематограф
- Николай Дёмин — «Юность Петра» (1980).

### В беллетристике
- А. Н. Толстой, «Пётр Первый» (1934)
- Т. Т. Наполова, «Царица-мачеха» (2006)